# Сидоренко, Юрий Иванович
Юрий Иванович Сидоренко (род. 8 октября 1945, Сумы) — председатель Совета судей Российской Федерации (2004-2012), судья Верховного суда Российской Федерации; заслуженный юрист Российской Федерации.

## Биография
В 1962 году окончил среднюю школу в Ленинграде. В 1964—1967 гг. служил в Советской Армии в Группе советских войск в Германии.
В 1974 году окончил юридический факультет Ленинградского государственного университета. В 1974—1976 гг. — судебный исполнитель, консультант в районный народных судах Ленинграда. С 1976 г. каждые 5 лет избирался судьёй районных народных судов Ленинграда, с 1982 г. — председатель Невского районного народного суда.
С 1993 года — судья Верховного Суда Российской Федерации.
С 1992 г. участвует в работе органов судейского сообщества Российской Федерации: был членом первого состава Президиума Совета судей Российской Федерации, всех составов Совета судей Российской Федерации, делегатом всех семи Всероссийских съездов судей. В 1995 году избран председателем Совета судей Российской Федерации, переизбирался на эту должность в 1996, 2000, 2004 и 2008 гг.
Является членом Совета при Президенте Российской Федерации по вопросам совершенствования правосудия, членом Комиссии при Президенте Российской Федерации по предварительному рассмотрению кандидатур на должности судей федеральных судов, Председателем общероссийской общественной организации «Российское объединение судей»

## Награды
- орден «За заслуги перед Отечеством» IV степени
- медаль «Двадцать лет Победы в Великой Отечественной войне 1941—1945 гг.»
- медаль «В память 850-летия Москвы»
- медаль «В память 300-летия Санкт-Петербурга»
- почётная грамота Президента Российской Федерации
- благодарность Президента Российской Федерации (2002) — за большой вклад в разработку законов по реализации концепции судебной реформы[2]
- медаль «За заслуги перед судебной системой Российской Федерации» I степени
- Медаль Анатолия Кони Министерства юстиции Российской Федерации.